# Werner Anton Hulsbeck
Werner Anton Hulsbeck (Wierden, 9 april 1925 – Venlo, 5 oktober 1993) was een Nederlands politicus van de VVD.
Hij werd geboren als zoon van de uit Pruisen afkomstige Franz Josef Hülsbeck (1897-1958) die werkzaam was als beeldhouwer, houtsnijwerker en meubelmaker. Zelf werd W.A. Hulsbeck ingenieur en werkte als werktuigbouwkundige bij de Staatsmijnen in Limburg en bij bedrijven in de regio Venlo. Van 1974 tot 1986 was hij wethouder in Venlo en daarnaast was hij van 1974 tot 1991 lid van de Provinciale Staten van Limburg. In oktober 1986 werd Hulsbeck benoemd tot waarnemend burgemeester van Horn wat hij zou blijven tot die gemeente op 1 januari 1991 opging in de gemeente Haelen. Bijna 3 jaar later overleed hij op 68-jarige leeftijd.